# Corgatha figuralis
Corgatha figuralis är en fjärilsart som beskrevs av Walker 1865. Corgatha figuralis ingår i släktet Corgatha och familjen nattflyn. Inga underarter finns listade i Catalogue of Life.